# Sungai Bemban
Sungai Bemban is een bestuurslaag in het regentschap Sarolangun van de provincie Jambi, Indonesië. Sungai Bemban telt 890 inwoners (volkstelling 2010).